# Fritz Vilbig
Friedrich „Fritz“ Vilbig (* 24. April 1903 in Traunstein; † 1988) war ein deutscher Physiker.

## Leben
Der Sohn von Maria und Josef Vilbig (1874–1956), Regierungsrat und späterer Ministerialrat im Bayerischen Staatsministerium für Verkehrsangelegenheiten, besuchte von Herbst 1918 bis 1922 (Abitur) das Münchner Maximiliansgymnasium und studierte anschließend Physik an der Technischen Hochschule München. Er gehörte seit Beginn seines Studiums 1922 wie schon sein Vater der schwarzen Verbindung Babenbergia (seit 1933 Münchener Burschenschaft Babenbergia in der DB) an. 1928 promovierte er mit der Dissertation Widerstandsänderung verschiedener Metalle in schwachen veränderlichen Magnetfeldern zum Dr.-Ing.
Im Rang eines Oberpostrats übernahm Vilbig die stellvertretende Leitung der 1937 gegründeten Forschungsanstalt der Deutschen Reichspost, Zentralamt Berlin-Tempelhof, die dem Reichspostminister Wilhelm Ohnesorge unterstand. Das Reichspostministerium unterhielt einen 500.000 Quadratmeter großen Forschungsstandort in Miersdorf außerhalb Berlins. Leiter der Forschung war Friedrich Wilhelm Banneitz, eine Autorität im Bereich des Fernsehens. Ab 1940 leitete Vilbig das Amt für Wellenausbreitung in München, das 1943 ins Gebäude der Postdirektion Landshut und schließlich nach Frauenneuharting, Ortsteil Jakobneuharting, ausgelagert wurde. Er befasste sich mit Entwicklungsarbeiten an Methoden der Sprachanalyse und Synthese für den Weitnachrichtenfunkverkehr, mit Arbeiten auf dem Gebiet der Weltraumtechnik, sowie der Forschungs- und Nachrichtensatelliten. Nach Kriegsende war er u. a. freier Mitarbeiter der Firma Messerschmitt-Bölkow-Blohm in Ottobrunn bei München.
Vilbig erwarb mehrere Patente, darunter für einen passiven Frequenzvervielfacher (passive frequency multiplier) und für die Konstruktion von Satelliten. Er veröffentlichte zahlreiche Beiträge zur Elektrotechnik, insbesondere der Hochfrequenz- und Funktechnik, sowie zur Ionosphären-Forschung.

## Schriften (Auswahl)
- Widerstandsänderung verschiedener Metalle in schwachen veränderlichen Magnetfeldern, in: Archiv für Elektrotechnik, Bd. 22, Springer, Berlin 1929 (= München, Technische Hochschule, Dissertation vom 18. Oktober 1928)
- Schrifttumsverzeichnis zum Lehrbuch der Hochfrequenztechnik. Akademische Verlagsgesellschaft, Leipzig 1939
- Lehrbuch der Hochfrequenztechnik. 2 Bde. 3., verb. u. erw. Aufl., Akademische Verlags-Gesellschaft Becker & Erber KG, Leipzig; Frankfurt 1942
- Hochfrequenz-Meßtechnik. Hanser, München 1953
- Kommerzielle Satelliten. Ausrüstung in Luft- und Raumfahrt 5. Oldenbourg, München, Wien 1969
- Vor- und Nachfahren der Familie Vilbig und der mit ihr verschwägerten Familien Eberth, Fauen, Kuttler und Swonger [ab Bd.2.:] sowie Fuß, Beck, Billinger, Metzler, Guilino. 2 Bde., Selbstverlag, München 1976 und 1980

Schriften der „Forschungsanstalt der Deutschen Reichspost (Bestand)“, im Bundesarchiv
- „Wiedergewinnung eines vorher unterdrückten Seitenbandes“, 1936–1944 (Referenz-Nr. BArch, R 4705/261)
- „Verfahren zur Messung der Phasenverzerrung in Breitbandübertragungskreisen“, 1937–1941 (Referenz-Nr. BArch, R 4705/318)
- „Verfahren zur Geheimhaltung von trägerfrequent übertragenen Signalen“. 1939–1944 (Referenz-Nr. BArch, R 4705/180)
- „Verfahren zur Unterdrückung von Funkempfangsstörungen“, 1939–1944 (Referenz-Nr. BArch, R 4705/112)
- „Anordnung zur Aussiebung von Amplituden bestimmter Größe“, 1939–1944 (Referenz-Nr. BArch, R 4705/285)
- „Verfahren zur Umwandlung von Zeit- in Amplitudenmodulation“ (mit Helmuth Mohr), 1939–1944 (Referenz-Nr. BArch, R 4705/100)
- „Verfahren zur Unterdrückung der Amplitudenmodulation einer Schwingung“, 1942–1944 (Referenz-Nr. BArch, R 4705/200)
- „Schaltung zur Bildung eines reellen frequenzabhängigen Widerstandes“, 1943–1944 (Referenz-Nr. BArch, R 4705/228)
- „Verfahren zur Störung des Empfangs bei gleichzeitiger Empfangsmöglichkeit“, 1943–1944 (Referenz-Nr. BArch, R 4705/95)
- „Hochfrequente Übermittlung von Nachrichten von Fahrzeugen aus über längs der Fahrbahn zu Vermittlungsstellen führenden Leitungen“, 1943–1945 (Referenz-Nr. BArch, R 4705/164)
- „Röhrenrückkopplungsschaltung, bei der der Strom eine Funktion der n'ten Wurzel aus der angelegten Spannung ist“, 1944 (Referenz-Nr. BArch, R 4705/101)

weitere Veröffentlichungen:
- Über Vorgänge in der Ionosphäre, die während des Nordlichtausbruches am 25. Januar 1938 in mittleren Breiten (52°) festgestellt wurden (mit Bruno Beckmann, Menzel), in: Forschungsanstalt der Deutschen Reichspost (Hrsg.): Telegraphen-Fernsprech-Funk- und Fernseh-Technik (T.F.F.u.F.), Richard Dietze, Berlin, 27. Jg., H. 3, 1938, S. 73
- Über die praktische Bedeutung der Ionosphärenforschung für den Funkdienst (mit B. Beckmann, Menzel), in: T.F.F.u.F., 29. Jg., 1940, S. 106–117.
- Grenzwellen und Streustrahlung in der Funkausbreitung (mit B. Beckmann, Menzel), in: T.F.F.u.F., 30. Jg., 1941, S. 43–52.
- Gleichwellenfunk und Effekt der gegenseitigen Modulationsbeeinflusung (Luxemburg-Effekt). Mitteilung aus dem Amt für Wellenausbreitung der RFF München, in: T.F.F.u.F., 31. Jg., Heft 5, Mai 1942
- Die Wellenausbreitungsforschung mit besonderer Berücksichtigung der Aufgaben und Ziele des Amtes für Wellenausbreitung (mit Beckmann und Menzel), in: Postarchiv 41, H. 4, Berlin 1943, S. 35–117.
- Über einige Systeme zur Sprachbandkompression (mit K.H. Haase), in: Nachrichtentechnischer Fachbereich, Bd. 3; 1956, S. 81 ff

## Fotografie
- Alfred Pieperhoff, Leipzig 1932: Porträtsammlung des Deutschen Museums, München. Signatur: PT 03830/01 00; Altsignatur: 1942 Pt A 134 ([www.digiporta.net/index.php?id=777995447 Eintrag im Digitalen Portraitarchiv])